# Оксидная плёнка
Оксидная плёнка или окисная плёнка — плёнка на поверхности металла или полупроводника, образующаяся при определённых условиях в воздухе или слегка окислительной среде и состоящая из окислов этого вещества. Толщина окисных плёнок может варьироваться от нескольких диаметров молекул до нескольких сантиметров. У вентильных металлов оксиды, образуя плёнку различной проводимости в противоположных направлениях, тверже, устойчивее к коррозии и износу.

## Типы оксидных плёнок

Плёнка на нагретом с одного конца лезвии безопасной бритвы

- Окалина — поверхностная оксидная плёнка, состоящая из частично сцепленных слоев продуктов коррозии, возникающая при нагреве материала.
- Ржавчина — поверхностная оксидная плёнка, состоящая из частично сцепленных слоев продуктов коррозии, возникающая в окислительной среде.
- Побежалость — пёстрая, часто радужная окраска тонкого поверхностного слоя минерала или стали, резко отличающаяся от окраски основного объёма материала.
- Синяя плёнка — возникает на поверхности сталей в результате отжига при определённых условиях (синий отжиг).

## Способы получения
- Оксидирование — процесс окисления поверхности твёрдых металлов и полупроводниковых материалов химическим, электрохимическим (анодирование) или иным способом.
- Синий отжиг — нагревание стального листа в открытой печи до определённой температуры превращения, после чего проводится охлаждение листа на воздухе. После синего отжига наблюдается снижение твёрдости сталей, а на их поверхности появляется голубоватая окисная плёнка.

Образующиеся окисные плёнки часто играют защитную роль (пассивирование) для основного объёма металла или полупроводника, на котором они образовались.